# Bad (David Guetta & Showtek)
Bad is een nummer van de Franse dj David Guetta, het Nederlandse dj-duo Showtek. In het nummer is de zang te horen van de Australische zangeres Vassy, door middel van het gebruik van de Auto-Tune. Het is de tweede single van David Guetta's zesde studioalbum Listen.
Het nummer werd een wereldwijde danshit. Het haalde bijvoorbeeld de 6e positie in de Franse hitlijsten, en 22e in het Verenigd Koninkrijk. In de Nederlandse Top 40 haalde het de 13e positie, en in de Vlaamse Ultratop 50 wist het de 9e positie te behalen.